# Verwalterhaus (Kloster Holzen)

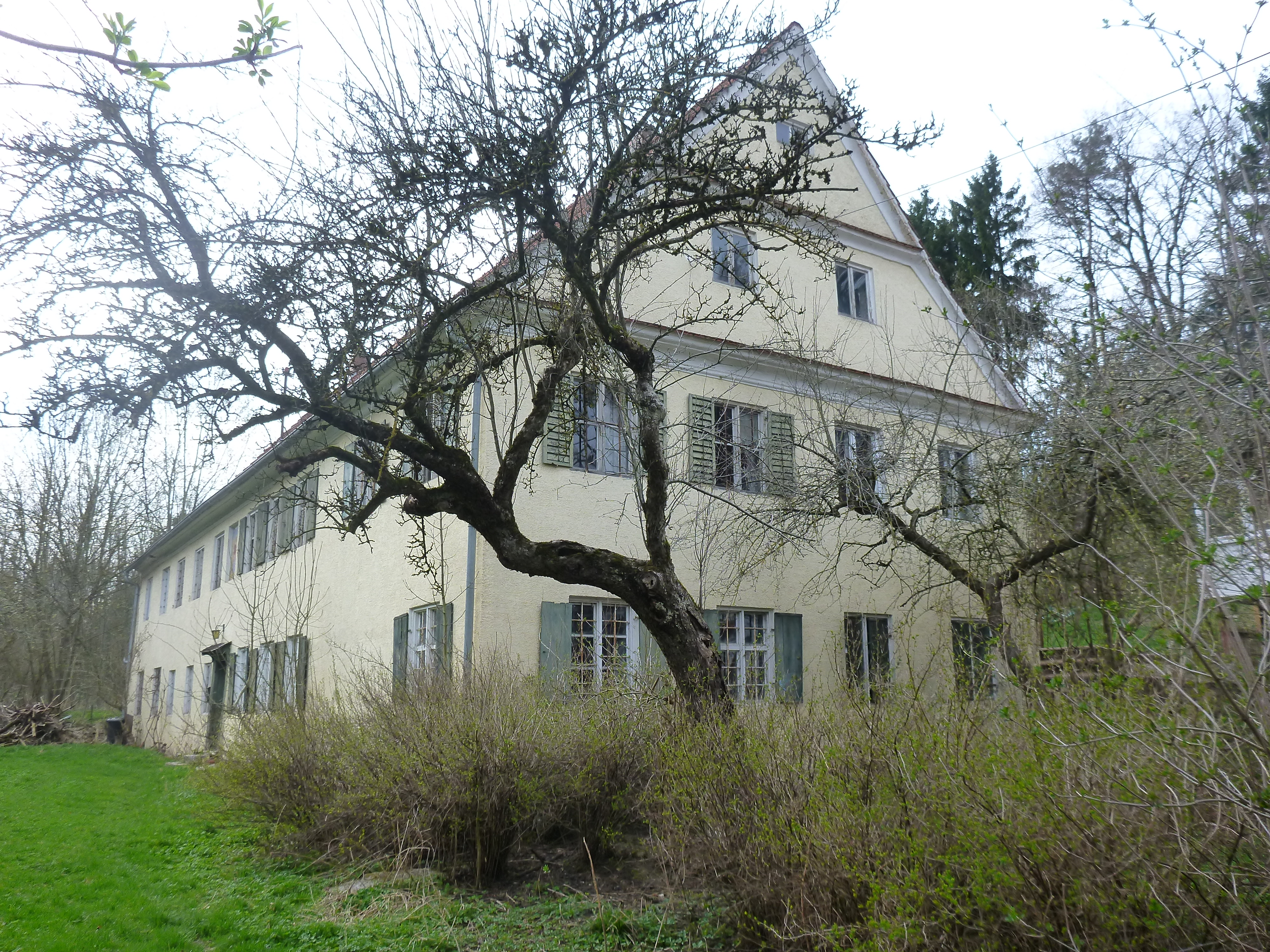
Ehemaliges Verwalterhaus des Klosters Holzen

Das ehemalige Verwalterhaus des Klosters Holzen befindet sich in Holzen, einem Gemeindeteil von Allmannshofen im Landkreis Augsburg in Bayern. Das Wohngebäude an der Graf-von-Treuberg-Straße ist ein geschütztes Baudenkmal.
Das ehemalige Verwalterhaus des Klosters ist ein langgestreckter Satteldachbau, der im Kern um 1650 datiert wird. Er wurde um 1730 verlängert und umgestaltet. An der Südseite befindet sich ein Wandbild. Die Räume sind zum Teil stuckiert.